# サンドラ・デイ・オコナー
サンドラ・デイ・オコナー（英語: Sandra Day O’Connor、1930年3月26日 - 2023年12月1日）は、アメリカ合衆国の法律家。女性として初めて合衆国最高裁判所の判事となった。共和党所属の大統領ロナルド・レーガンによって1981年に最高裁判事に指名され、2006年に引退するまでその職にあった。
最高裁判事に指名される以前には、アリゾナ州の州議会議員や州裁判所の判事等を歴任した。2005年7月1日、後継者の指名承認を待って引退する意思を表明した。同年10月に、ジョージ・W・ブッシュ（George W. Bush）大統領は、サミュエル・アリート（Samuel Alito）を後継判事として指名し、アリートは2006年1月31日に最高裁判事に就任した。2012年2月までウィリアム・アンド・メアリー大学総長を務めた。
晩年はフィラデルフィアにある国立憲法センター（National Constitution Center）の理事を務めていた。
2001年には、レディズ・ホーム・ジャーナル（Ladies’ Home Journal）誌によって、アメリカで2番目に影響力のある女性に選ばれた。また、2004年と2005年には、フォーブス誌によって、世界で6番目（2004年）、及び36番目（2005年）に影響力のある女性に選ばれた。2004年にオコナーより上位に選ばれたアメリカ人は、当時の国家安全保障問題担当大統領補佐官のコンドリーザ・ライス、当時上院議員だったヒラリー・クリントン、及び、ローラ・ブッシュ大統領夫人の3名だけである。

## 私生活と学歴
テキサス州エルパソで牧場を経営するハリー・アルフレッド・デイ（Harry Alfred Day）とアダ・メイ・ウィルキー（Ada Mae Wilkey）との間に生まれた。その後、アリゾナ州南西部の町、ダンカン近辺の牧場で少女時代を過ごしたが、その時期の生活については、弟であるH・アラン・デイ（H. Alan Day）との共著『レイジーB：アメリカ南西部の牧場育ち（Lazy B: Growing up on a Cattle Ranch in the American Southwest）』に詳述されている。初等教育の大部分については、彼女は、テキサス州エルパソに住む母方の祖母の元から公立学校、次いでラドフォード女子高校に通学した。アルファ・デルタ・パイ・ソロリティのメンバーでもある。
オコナーは、カリフォルニア州パロアルトのスタンフォード大学に学び、1950年に経済学の学士号を授与された。彼女はそのまま同大学のロー・スクール（Stanford University Law School）に進み、スタンフォード・ロー・レビュー（Stanford Law Review）の編集に参画、そして、102人中3位の成績で卒業した。このクラスの卒業生総代は、その後連邦最高裁長官となるウィリアム・レンキスト（William H. Rehnquist）である。在学中、オコナーとレンキストは短期間だけ付き合っていたことがある。
1952年に、ジョン・ジェイ・オコナー三世（John Jay O’Connor, III）と結婚し、スコット、ブライアン、ジェイの三子をもうけた。ジョン・ジェイ・オコナーは、17年以上にわたってアルツハイマー病と闘っており、サンドラ・オコナーは、この病気に関する一般の理解を得る運動に深く関わっている。2007年11月のCNNの報道によると、ジョンは、記憶力が低下してきており、長年の家族との絆の記憶を失ってきた結果、現在収容されている施設に新しく好きな女性ができるなど、家族にとって状況は悪化している。また、2007年11月14日付のニューヨーク・タイムズ紙の記事、『アルツハイマー、そして愛に囚われて（Seized by Alzheimer’s, Then Love）』によると、オコナー家の人たちは、そうであっても彼女の55年来の夫が満足なのであれば幸福であると述べている。

## 法曹・政治家として
ロー・スクールでの実績にもかかわらず、女性であることを理由に、カリフォルニアの法律事務所の中にはオコナーを弁護士として雇おうとするところはなかった。リーガル・セクレタリーとしての雇用オファーをする事務所がひとつあったのみである。そこで彼女は、公務員としてのキャリアを積むこととし、1952年から1953年にかけて、カリフォルニア州サンマテオ郡の郡次席検事を務め、次いで、1954年から1957年の間には、ドイツのフランクフルト・アム・マインにおいて民間人の資格で陸軍補給将校付の弁護士の職にあった。その後、1958年から1960年までの間フェニックス近郊のメアリーヴェールで民間の弁護士業に就いた後、1965年から1969年にはアリゾナ州の司法次官補（アメリカでは連邦政府の司法長官以外に各州政府ごとに司法長官が置かれている。オコナーが務めた州司法次官補は連邦政府の序列と同様に、州司法長官・州司法次官に次ぐ第3番目のポストである。）を務めた。
1969年には、共和党のジャック・リチャード・ウィリアムス（en:Jack Richard Williams）知事によってアリゾナ州議会の上院議員に任命された。その後二度の選挙で再選されて、共和党議員として、二年の任期を二期務めた。この間、1973年には上院多数党院内総務に選出されている。
1975年、オコナーは、マリコパ郡上級裁判所の判事に選出され、1979年まで務めた後、同年、民主党員であるブルース・バビット（Bruce Babbitt）知事によってアリゾナ州最高裁判所の判事に任命された。このように、アリゾナ州の政界に身を置く間に、オコナーは三権のすべてに仕えたこととなる。

## 連邦最高裁判事として

### 指名と承認
レーガン大統領は、1980年の大統領選挙の際、連邦最高裁判事に女性を指名すると公約していたが、1981年7月7日、公約どおり、引退するポッター・スチュワート（Potter Stewart）連邦最高裁判事の後任としてオコナーを指名した。
妊娠中絶反対派や宗教グループは、彼女が、女性が人工妊娠中絶を受ける権利を認めたロー対ウェイド事件の判例を変更しないであろうと考え、この指名に反対した。オクラホマ州選出のドン・ニクルス（Don Nickles）議員、アイダホ州選出のスティーブ・シムズ（Steve Symms）議員、そしてノース・カロライナ州選出のジェシー・ヘルムズ議員を含む共和党上院議員は、この指名に対する不満をホワイトハウスに表明した。ニクルス議員は、オコナー指名を、彼を含む「家族の価値を重んじる共和党上院議員は支持しないだろう」と述べた。オコナー自身は、妊娠中絶に関する姿勢を表明することを拒否し、妊娠中絶の権利を支持するような印象を与えることを注意深く避けた。オコナーはレーガンに対して、アリゾナ州上院議員として妊娠中絶を禁止する州法の撤廃法案に賛成票を投じたかどうか記憶していないと述べた。しかし、1970年に、彼女が州の妊娠中絶に関する刑事法の撤廃に賛成する暫定票を投じていたことは事実である。また、1974年には、アリゾナの病院における妊娠中絶を禁止する措置に反対する票を投じている。
レーガンは、1981年7月6日の日記に次のように記している。「オコナー裁判官に電話をかけ、彼女が私の最高裁判事候補者だと告げた。既に私の支持者から非難の声が上がっている。中絶反対派は彼女が中絶支持派だと言う。彼女によれば、中絶は個人の信条には合わないとのこと。彼女はよい最高裁判事になると思う。」
連邦上院は、9月21日、99対0の賛成多数でオコナーの最高裁判事指名を承認した。最高裁判事としての最初の年、オコナーの元には、史上最多の6万通をこえる手紙が一般市民から寄せられた。

### 史上初の女性最高裁判事となったことに関して
連邦最高裁の「9人の爺さん」(Nine old men)について語ったニューヨーク・タイムズ紙の社説に対して、オコナーは、自称FWOTSC（First Woman On The Supreme Court（最初の最高裁女性判事））として、以下のような短い文書を送った。
| 「 | 9月29日の社説の“Topics”欄にて、以下のような文章を拝見しました。 ワシントンでは名前はすべて省略されるものなのだろうか？ 一つ、例外があるようだ。法執行をつかさどる行政のトップはPOTUS［President Of The United States 合衆国大統領］と呼ばれることがある。 法を解釈する9人の男性たち［原文はmen。男性・女性を問わない人間集団を指すならpeopleが正確］はSCOTUS［Supreme Court Of The United States］と呼ばれることが多い。 法を制定する人々［原文はpeople］は、良きにつけ悪しきにつけ議会［原文はCongress］のままだ。 私が得ることができ、また一般的に広まっている情報によれば、2年以上前からSCOTUSの構成員は9人の男性ではありません。もしもこの反証となる情報があればご送付いただければ幸いです。きっとPOTUSやSCOTUSやこの文章の署名者(FWOTSC)にとって、ぜひとも拝見したい情報だと思われますので。 | 」 |

C-SPANで全国放送されたスピーチの中で、オコナーは、1983年にもう一人の女性判事ルース・ベイダー・ギンズバーグが最高裁入りして以来、マスコミの興味がいくぶんかでも薄れてほっとしていると述べている。

### 最高裁判所における判断傾向

#### 判断傾向とキャスティング・ボート

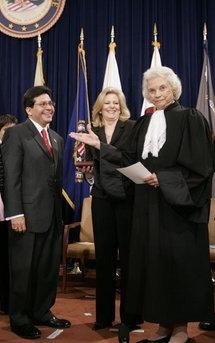
アルベルト・ゴンザレスの司法長官就任宣誓式の後にゴンザレス長官を紹介するオコナー判事。中央はゴンザレス夫人。

オコナーは、新連邦主義（New Federalism）派に属しており、個々の案件に関してできるだけ論点を絞ったアプローチを取った。これは、過度な一般論に走ることによって将来の案件で身動きが取れなくなることを避けるためである。就任当初は、彼女の立場はレンキストと同様の保守的なもののように思われた。事実、就任直後の3年間は、全案件の87%においてレンキストと同じ立場を取った。その後、1998年までの彼女のレンキストとの合意率は93.4%に上ることもあれば、63.2%と低い年もあったが、内3年間は90%をこえており、他のどの判事よりもレンキストと同じ立場を取る傾向が高かった。（とはいっても、実は、彼女との合意率が最も高かったのは、別の保守派の判事であった。）1998年以降、連邦最高裁の判事構成がさらに保守化する（アンソニー・ケネディ（Anthony Kennedy）がルイス・パウエル（Lewis Powell）に、そして、クラレンス・トーマス（Clarence Thomas）がサーグッド・マーシャルに取って代わった。）につれて、オコナーは、中間派として、保守・リベラルの意見が分かれる案件において多数派を構成するための最後の一人としてキャスティング・ボート（swing vote））を握ることが多くなった。
オコナーの保守派から中間派へのシフト（それは比較的小さなものではあったが）の原因のひとつには、クラレンス・トーマスの強烈な保守的立場があったように思われる。トーマスと同じ結論に達した場合であっても、オコナーは、トーマスの判決理由に同調することはせずに、独自の意見を書くことが多かった。また、1992年には、トーマスが反対意見を述べた案件において、オコナーが彼と同調することは一度もなかった。
ウィラメット大学法科大学院のスティーブン・グリーン（Steven Green）教授は、9年間にわたって政教分離のためのアメリカ人連合（Americans United for Separation of Church and State）の最高法務責任者として連邦最高裁で何度も弁論を行った法律家であるが、オコナーについて、「彼女は最高裁における調整役であり、法をいずれの方向にも拡散させることについて非常に慎重な態度を取る」と論評している。グリーンはさらに、オコナーは他の判事のうちの何名かとは違って、「それぞれの案件について、開かれた態度で接する」と述べている。
以下、オコナーがキャスティング・ボートを投じた案件をいくつか紹介する。
マコンネル対連邦選挙管理委員会事件（McConnell v. Federal Election Commission, 540 U.S. 93 (2003)）
この判決は、いわゆる「ソフトマネー」の使途を制限したマケイン=ファインゴールド選挙資金法（McCain-Feingold Act）の規定のほとんどを合憲と判断したものである。
グラッター対ボリンジャー事件（Grutter v. Bollinger, 539 U.S. 306 (2003)）、グラッツ対ボリンジャー事件（Gratz v. Bollinger, 539 U.S. 244 (2003)）
オコナーは、グラッター事件において多数意見を書き、グラッツ事件では多数意見に賛成した。これらの判決においては、ミシガン大学の学部における入学選抜プログラムは憲法違反の逆差別にあたるが、同大学ロー･スクールの選抜方法はより自制的内容のアファーマティブ・アクションで合憲であるとされた。
ゼルマン対シモンズ=ハリス事件(Zelman v. Simmons-Harris, 536 U.S. 649 (2002))
オコナーは、宗教団体により設立された学校への支払いに教育バウチャーを充てることは、連邦憲法修正第1条の国教樹立禁止条項に違反しないとした多数意見に賛成した。
アメリカボーイスカウト連合対デイル事件（Boy Scouts of America v. Dale, 530 U.S. 640 (2000)）
オコナーは、ニュージャージー州がボーイスカウトの師団長に対して性的志向に基づく差別を禁じることは、集会の自由を保障した憲法に違反するとした多数意見に賛成した。
合衆国対ロペス（U.S. v. Lopez, 514 U.S. 549 (1995)）
オコナーは、1990年スクールゾーン銃規制法（Gun-Free School Zones Act of 1990）は、通商条項によって連邦議会に与えられた権限を逸脱するもので違憲であるとした多数意見に賛成した。
 ブッシュ対ゴア事件 （Bush v. Gore, 531 U.S. 98 (2000)）
2000年12月12日に下されたこの判決において、オコナーは、他の4人の判事とともに、2000年アメリカ合衆国大統領選挙におけるゴア陣営によるフロリダ州での投票再集計の請求を退け、同選挙にピリオドを打った。この判決に関しては、連邦最高裁が政治的問題に不当に関与したという批判がある。一方で、最高裁が、本判決が先例とならないように、「選挙手続における平等の保護という問題は多くの複雑な問題が絡み合うものであり、本件における我々の検討は本件の事実関係にのみ適用される。」と述べたことを評価する者もいる。
他にも、オコナーは、著名な判決において重要な役割を果たしている。その例としては次のようなものがある。
ウェブスター対リプロダクティブ・ヘルス・サービシズ事件（Webster v. Reproductive Health Services, 492 U.S. 490 (1989)）
この判決は、次のような条件を満たす場合には州による妊娠中絶の規制は合憲であるとした。すなわち、母体の健康を考慮した除外規定があり、かつ、ロー対ウェイド判決が示した妊娠3期に応じた規制の制限に反していないこと、の二つである。オコナーは、レンキスト、スカリア、ケネディ、ホワイトからなる多数意見に賛成をしたが、別途補足意見を述べ、ロー対ウェイド判決を明示的に変更することを拒絶した。
ローレンス対テキサス州事件（Lawrence v. Texas, 539 U.S. 558 (2003)）
本事件において、オコナーは次のような補足意見を述べた。すなわち、同性愛者間の肛門性交のみを禁じ、異性愛者間のそれを禁じない州法は、アメリカ合衆国憲法修正第14条の平等保護規定に違反するというものである。オコナーは、そのような法律が違憲であるという多数意見の結論には賛成したが、その理由を修正第14条の実体的デュー・プロセス規定違反に求める立場には反対した。平等保護規定に基づく判断に立った場合には、同性愛者間のものであると異性愛者間のものであるとを問わずに肛門性交を禁ずることは合憲とされることになる。
2005年2月22日、レンキスト長官もジョン・ポール・スティーブンス（John Paul Stevens）判事も欠席のもと、オコナーは、スティーブンス判事に次いで在職期間が長い陪席判事として、ケロ対ニュー･ロンドン市事件（Kelo v. City of New London, 545 U.S. 469 (2005)）における口頭弁論を主宰した。これにより彼女は、連邦最高裁における口頭弁論を主宰した最初の女性となった。

#### 少数民族に関する案件
連邦最高裁の判事の職についてから1998年までの間、オコナーは、人種に関する案件41件のうち、2件を除く全てにおいて少数民族側の当事者に反対の立場を取った。
1990年と1995年の、ミズーリ対ジェンキンス事件（Missouri v. Jenkins, 515 U.S. 70 (1995)）において、オコナーは、ミズーリ州に対して過去の人種間の不平等を是正するために学校関係の予算を増加することを命ずる権限は連邦地方裁判所にはないとした多数意見に同調した。また、1991年のフリーマン対ピッツ事件（Freeman v. Pitts, 503 U.S. 467 (1992)）においては、以前に人種分離政策（racial segregation）の疑いで法的調査の対象となった学区において全ての人種統合目標が達成されていなかったとしても、当該学区は当該調査の対象から外されることはありうるとした相対的多数意見に同意する補足意見を述べた。ハーマン・シュワーツ（Herman Schwartz）教授は、この２件は「未だに人種分離政策の事実と影響が残存している」案件であったとして、これらの判断を批判している。
1987年のマクレスキー対ケンプ事件（McCleskey v. Kemp, 481 U.S. 279 (1987)）は5対４の僅差で判決が下されたが、オコナーは、白人の警察官を殺害したとして有罪判決を受けたアフリカ系アメリカ人の被告人、ウォーレン・マクレスキー（Warren McCleskey）に対する下級審の死刑判決を維持する多数意見に賛成した。本件においては、第一審判決のあったジョージア州のみならず合衆国全体において、黒人の被告人の方が他の人種の被告人よりも死刑判決を受ける可能性が高いという統計上の証拠が被告人の弁護人から提出されていた。
1996年の、ショー対ハント事件（Shaw v. Hunt, 517 U.S. 899, (1996)）及びショー対リノ事件（Shaw v. Reno, 509 U.S. 630 (1996)）においては、オコナーはレンキストの書いた多数意見（これは、1993年にオコナーが残した画期的判決を踏襲するものである。）に賛成した。これは、ノース・カロライナ州の二つの選挙区を違法とするものであった。ノース・カロライナ州の12選挙区のうち、これら二つは黒人の候補者の選出を容易にするために作られたものである。同州では、約20%の住民が黒人であるにもかかわらず、独立戦争以降当時まで黒人の議員は全く選出されていなかった。最高裁判決は、これらの選挙区は違法なゲリマンダーであるとした。オコナーは、問題の選挙区の形は「不気味だ（bizarre）」と述べた
オコナーは、人種に基づく大学入学者選抜制度の合憲性を認めた判事であるにもかかわらず、ハーマン・シュワーツ教授は、彼女を「連邦最高裁における人種に関するアファーマティブ・アクション攻撃の旗手」と呼んだ。
2008年末に、オコナーは、アファーマティブ・アクションは継続すべきだと信ずると述べている。

#### 妊娠中絶
オコナーは、その指名承認手続におけるのと同様、最高裁判事着任後の初期の段階においては、妊娠中絶に関しては注意深くその立場を明らかにしなかった。これは、一部の保守派が、彼女のアリゾナ州議会における投票傾向から彼女の反妊娠中絶の立場に疑義を表明していたからである。1980年代に連邦最高裁はロー対ウェイド判決の対象を拡張する判決をいくつか下したが、オコナーはこれらの判決に反対の立場を取ることが多かった。1983年のアクロン市対アクロン・リプロダクティブ・ヘルス・センター事件（City of Akron v. Acron Center for Reproductive Health, 462 U.S. 416 (1983)）の反対意見においては、彼女は、ロー判決の取った「妊娠3期に基づく規制」を鋭く批判した。また、ソーンバーグ対アメリカ産婦人科学会事件（Thornburgh v. American College of Obstetricians and Gynecologists, 476 U.S. 747 (1986)）においては、ロー判決を批判し、「州の妊娠中絶規制の利点やインパクトにもかかわらず、最高裁がその効果と効用を頭ごなしに否定することについては、私は、それが賢明であるとは考えないのみならず、正統であることさえ疑うものである」と述べた。
一方、1989年のウェブスター事件の審議においては、オコナーはロー判決を覆すつもりはないと述べている。
連邦最高裁判事在任中、オコナーは、1990年のホジソン対ミネソタ事件（Hodgson v. Minnesota, 497 U.S. 417 (1990)）に至るまで、妊娠中絶の規制を違憲とすることはなかった。
プランド・ペアレントフッド対ケイシー事件（Planned Parenthood v. Casey, 505 U.S. 833 (1992)）において、オコナー、はアクロン市事件で自らが打ち立てた理論を使ってロー判決に風穴を開けようとした。ケイシー事件までは、州は妊娠初期における中絶に介入する権限がなかった。しかし、オコナーは、ケイシー判決によって、女性の妊娠中絶に対する権利に「不当な足かせ」をはめない限り州の規制立法を認める可能性を開いた。

#### 外国法
オコナーは、アメリカにおける司法判断において外国法を引用することを強く支持した。2003年10月28日に南部国際法研究センター（Southern Center for International Studies）で彼女が行ったスピーチは有名である。
この世界で我々が与える印象は重要なものであり、歴史に足跡を残すものです。現在、「法的関係の国際化」が論じられており、これはアメリカの裁判所でも現実に起こっていることですが、この傾向は今後も強化されるべきであります。勿論、これは、裁判所がその機関としての内国性を放棄すべきだという意味ではありません。しかし、他の国や国際的コミュニティが達した結論は、形式的には我々の判断にあたり強制力を持つものではありませんが、時によってはアメリカの裁判所でも参考にすべき先例として扱うべきであります。これは、「国際的法治主義（trans judicialism）」とでも呼べるものです。
このスピーチの中で、彼女は、2003年のアトキンス対バージニア事件（Atkins v. Virginia, 536 U.S. 304 (2003)）に触れた。この事件において、オコナーを含む多数意見は、知的障害者の処刑を違憲としたが、その根拠の一部としてヨーロッパにおける死刑の廃止を引用していた。
このスピーチのように、外国の法律や判決に依拠するという立場に対しては保守派からの批判がある。2004年5月には、アメリカの独立を再確認する決議と称する、強制力のない決議が 連邦下院を通過した。同決議によると、「外国の法律や判例、または外国政府の表明する意見は、それらがアメリカの憲法や法律の意味するところを決定するにあたって関係がある場合を除いて、アメリカの法律判断の根拠となるべきではない。」
オコナーは、中東の国、バーレーンの憲法の次の規定を引用したことがある。「裁判官の判断に優先する権力はなく、いかなる場合にも裁判手続に対する干渉があってはならない。」さらに、オコナーは、「法の支配という考え方の進化発達を醸成することは全ての者の利益になる。」として、アメリカのロー・スクール、高校、大学はこうした考え方を教えるべきだと主張している。これに批判的な者は、そうした考え方は合衆国憲法に反するもので、法の支配ではなく、人の支配を重んじるものだとしている。
しかし、オコナーは、引退後も、裁判官の独立の問題に関する会議を組織し、スピーチを続けている。

### 保守派からの批判
オコナーは、案件ごとに論点を絞って判断を下すというアプローチをとったが、その結果として最高裁では中間派に位置することになった。これを賞賛する者もいれば、批判する者もいた。例えば、ワシントン・ポスト紙の保守派コラムニスト、チャールズ・クラウトハマーは、オコナーには法的哲学が欠如しており、「社会的問題に関する立場に内包された政治的な位置取り」をしていたに過ぎないと批判している。また、もう一人の保守派のコメンテーターであるラメッシュ・ポンヌル（Ramesh Ponnuru）は、オコナーは、保守派の立場からすると「そこそこ悪くない結論を出している」としながらも、彼女の案件ごとのアプローチに関しては、「予見可能性を損ね、裁判官の役割を過大評価することになる」と書いている。

### キリスト教の伝統
1989年には、オコナーがキリスト教の伝統に関する三件の連邦最高裁判決について書いた手紙が、アリゾナ州の保守的な共和党員によって、アメリカが「キリスト教国家」であることの証左として利用された。オコナー自身は米国聖公会派のキリスト教信者であるが、この件に関して、「その問題に関して私的な見解を述べるのは私の意図ではない」と言っている。

### 引退
オコナーは乳癌と診断されたが、これは1988年に治癒した。なお、同年彼女は虫垂摘出手術も受けている。この結果、実際に引退するまでの17年間、彼女が引退するのではないかとの憶測は常に存在していた。
2000年12月12日のウォール・ストリート・ジャーナル紙は、オコナーは、民主党の政権の元では引退することをためらっていると報じた。
| 「 | 元外交官の故ウォルター・ジョン・ストーセルの未亡人メアリー・アン・ストーセル夫人が主催した、大統領選挙の夜のパーティに居合わせた3人の証言によると、オコナー判事の夫君のジョン・オコナー氏は、彼女が引退したがっていると述べたとのことである。しかし、彼は同時に、オコナー判事は民主党の大統領がホワイトハウスにおり、彼女の後継者を指名できる間に引退することについてはためらいを覚えるとも言った。これに関して、オコナーはコメントを回避している。 | 」 |

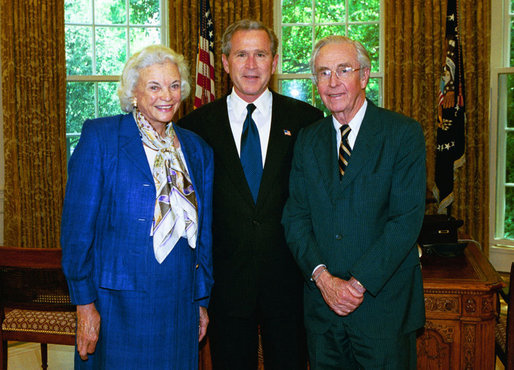
引退表明をジョージ・W・ブッシュ大統領に提出した後に、同大統領と写真におさまるオコナー判事夫妻。

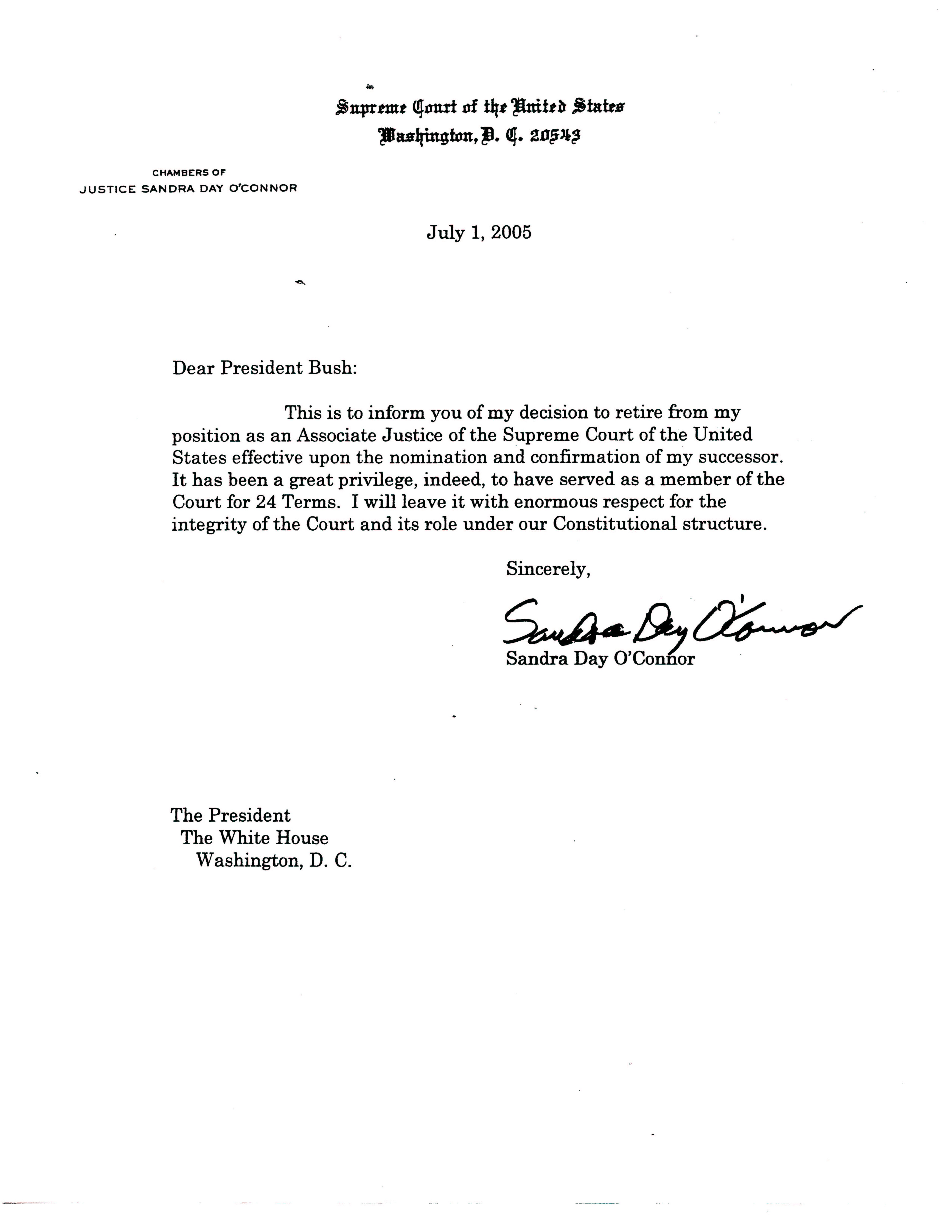
2005年7月1日付でブッシュ大統領に宛てられた引退表明の手紙。

2005年までの11年間、連邦最高裁の構成には全く変化がなかった。これは、最高裁の判事の変化がなかった期間としては史上2番目の長さであった。ウィリアム・レンキスト長官は、その高齢と長期間の癌との闘いから、当時のブッシュ大統領の任期中に最初に引退する判事なのではないかと広く信じられていた。しかし、 2005年, 7月1日に、オコナーは彼よりも早く引退を表明した。同日付のブッシュ大統領への手紙の中で、オコナーは、後任者の指名が上院で承認され次第、連邦最高裁判事の職を引退すると述べた。
7月19日、ブッシュ大統領は、コロンビア特別区巡回区連邦高等裁判所（United States Court of Appeals for the District of Columbia Circuitの判事、ジョン・ロバーツ（John Glover Roberts, Jr.）をオコナーの後継者として指名した。オコナーは、釣りに行った旅行の帰りにこのニュースをカーラジオで聞いた。彼女は、自らの在職期間何度もロバーツの弁論を聞いており、この選択は優れたものであり彼の資格には全く問題ないと感じたが、同時に、自分の交代が女性でないことに若干の失望を感じた。
7月21日、オコナーは、第9巡回区連邦高等裁判所（9th U.S. Circuit）で行われた会合で演説を行い、判事の指名を審議する上院司法委員会（Senate Judiciary Committee）の公聴会をテレビ中継することが、判事選任に関する争いに拍車をかける元凶となっていると述べた。彼女は、司法権の独立に対する攻撃に遺憾の意を表し、また、女性の進出の扉を開いたとしてレーガン大統領を賞賛した。
オコナーは、2005-2006年の回期の始まる2005年 10月3日までには最高裁を去るつもりでいた。しかし、9月3日にレンキストが死去した（オコナーは彼の葬儀で弔辞を詠んだ）ため、その2日後、ブッシュ大統領はオコナーの後任としてのロバーツの指名を撤回し、彼を空席となった最高裁判所長官として指名し直した。そのため、オコナーは、自らの後任の指名が承認されるまで最高裁に留まることに合意した。10月3日、ブッシュ大統領は、大統領法律顧問（White House Counsel）のハリエット・マイヤーズ（Harriet Miers）をオコナーの後任に指名した。ところが、10月27日、マイヤーズはその指名を撤回するようブッシュ大統領に要請し、大統領はこれを受けて、10月31日、第3巡回区連邦高等裁判所（United States Court of Appeals for the Third Circuit）判事、サミュエル・アリートを指名した。アリートの指名は承認され、彼は 2006年 1月31日に、連邦最高裁裁判官に就任した。
オコナーが最後に書いた判決文は、アヨッテ対プランド・ペアレントフッド・オブ・ニュー・イングランド事件（Ayotte v. Planned Parenthood of New England, 546 U.S. 320 (2006)）である。これは、妊娠中絶に関する案件であるが、中絶規制に関する実体的判断をしたものではなく、手続的論点に基づき全員一致の結論が出された事件である。
引退後の計画について彼女は、旅行をしたり家族と過ごす他、立法府による裁判官への攻撃に対処するために、アメリカ法曹協会と協力して三権分立と裁判官の役割についての啓蒙活動に携わりたいと述べた。また、連邦最高裁の黎明期の歴史に焦点をあてた本を執筆中であることも発表している。彼女は現在ロックフェラー財団の理事である。オコナーは、あと数年最高裁に残り、病気で「本当にダメになる」まで執務したいと思っていたが、夫がアルツハイマー病に冒されたため、彼とより多くの時間を過ごすために引退を決意した。オコナーは現在でも心身ともに健康であるが、元々は、次の発言のように、他の多くの前任判事の例にならって終身任命の特権を生かすつもりでいたようである。「病気になり本当にダメになるまで居続けた判事がほとんどで、私もおそらくそうなっていたのではないでしょうか。ただ、私の場合には夫が病気になったために、そこで結論を出さなければならなくなっただけなのです。」
フェニックスの連邦裁判所の建物は、彼女の名を冠している。

## 最高裁判所から引退後のキャリア

### 講演等における意見の表明
2006年3月9日にワシントンD.C.のジョージタウン大学で行った講演において、オコナーは、裁判所の独立に対する政治的攻撃がアメリカ人の憲法上の事由に対する直接的な脅威となっていると述べた。彼女は、いかなる制度改革であっても、それが「あからさまに党利党略上の理由で」、議員が判決の結論を気に入らなかったことが原因で提案されているものでない限り議論する価値があるとした。また、裁判所の仕事は、書かれたままの状態の法律を解釈することであり、そのように書かれていたらよかったのにと議員が思うように解釈することではないのであって、「国が独裁国家になるまでには、幾多の堕落を経る必要があるが、そのような最終結果を避けるためにはそのきっかけを避けることが重用である。」と述べた。
2006年9月19日には、イーロン大学法科大学院（Elon University School of Law）における講演で司法の独立に関する懸念を再度表明した。
オコナーは、2006年9月27日付のウォール・ストリート・ジャーナル紙に「司法の独立への脅威」（The Threat to Judicial Independence）と題する意見を寄稿し、司法の独立を脅かす最近の動き（例えば、サウス・ダコタ州のJ.A.I.L. 4 Judgesと呼ばれる立法運動や、連邦裁判所から一定の憲法案件を取り扱う事物管轄権を剥奪することを目的とする連邦議会の一部議員による法改正の動き）翌日、オコナーは、ジョージタウン大学ローセンターで、「公平で独立した裁判所－司法の現状に関する会議」と題した会議を主宰し、自らも講演を行った。
保守派の法律家であるウィリアム・プライアー（William H. Pryor）判事は、上記のようなオコナーの講演や意見には、事実の歪曲と誇張が含まれていると批判している。特に、過去に比べて現在の方が裁判官に対する公衆の目が敵対的であるかどうかについてのオコナーの意見に異論を述べている。
2007年11月7日には、彼女の書いた画期的判決であるストリックランド対ワシントン事件（Strickland v. Washington, 466 U.S. 668 (1983)）に関する会議が、シンクタンク憲法プロジェクト（Constitution Project）によって開催された。ここで、オコナーは、「能力主義の判事の選任」をすべきであると主張し、また、最貧層の被告人に対する適正な弁護が充分でないことを指摘した。
2008年8月7日には、オコナーは、インドネシアのアブドゥルラフマン・ワヒド元大統領と連名でフィナンシャル・タイムズ紙に寄稿し、マレーシアの政府反対勢力のリーダーであるアンワル・イブラヒムの投獄の恐れがあることに懸念を表明した。
オコナーは、2008年11月19日付の、デンバー大学ロー・レビュー（Denver University Law Review）の司法の説明責任特集号に序文を寄せ、司法の説明責任に関する一般の理解を深める必要性を説いた。

### その他の活動と各種団体への参加
引退した連邦最高裁判事（これは、準引退扱い（senior status）となった連邦下級審裁判所の判事とほぼ同等）として、オコナーは、現役時と同様の報酬を受け取り、また、スタッフ付のオフィスと、少なくとも1名のロー・クラーク（law clerk）をつける権利がある。また、パートタイムで連邦地裁（federal district court）及び連邦高裁（federal appeals court）の事件を取り扱うことがある。
2003年には、「法の尊厳－ある最高裁判事の回想」（The Majesty of the Law: Reflections of a Supreme Court Justice (ISBN 0-375-50925-9)）と題する本を著した。
2005年10月4日、ウィリアム・アンド・メアリー大学のジーン・ニコル（Gene Nichol）学長は、オコナーが同大学の23代目の名誉総長に就任したと発表した。オコナーの先代はヘンリー・キッシンジャーであり、歴代名誉総長の中には、マーガレット・サッチャー、元連邦最高裁長官ウォーレン・バーガー（Warren Burger）、初代大統領ジョージ・ワシントン等がいる。就任式は2006年4月7日に行われた。オコナーは、今でもほぼ定期的に同大学を訪れている。
2005年には、「チコ」（Chico (ISBN 0-525-47452-8)）と題する子供向けの本を著した。これは、彼女の子供時代を回想する自伝である。
オコナーは、2006年に連邦議会が選任したイラク研究グループ（Iraq Study Group）のメンバーであった。
2006年5月15日、オコナーはウィリアム・アンド・メアリー大学ロー・スクール（William and Mary Law School）の卒業式で送別の言葉を送ったが、その中で、司法の独立は「州と連邦の両方のレベルで深刻な攻撃にあっている」と述べた。
2006年春現在、オコナーは、毎春、アリゾナ大学法科大学院（James E. Rogers College of Law）で、「連邦最高裁判所」という科目名の2週間のコースで教鞭を取っている。
2006年10月には、オコナーは、第2巡回区、第8巡回区、第9巡回区連邦控訴審裁判所のそれぞれにおいて、口頭弁論に判事として関与した。
オコナーは、2007年にバージニア州ジェームズタウンで、1607年のジェームズタウン入植の400周年を祝うジェームズタウン2007式典（Jamestown 2007）を主宰した。これは、ジェームズタウン近郊にあるウィリアム・アンド・メアリー大学での彼女の講演とほぼ同時に行われたものである。
2007年秋現在、オコナーは、スコット・ベイルズ（W. Scott Bales）アリゾナ州最高裁判事とともに、彼女の名を冠した法科大学院、アリゾナ州立大学のサンドラ・デイ・オコナー・カレッジ・オブ・ロー（Sandra Day O'Connor College of Law ）で教鞭を取っている。
2008年には、スタンフォード大学の"'宗教的生活事務局"'（Office for Religious Life）によって、元同大学ロー・スクールの教授ハリー・ラスバン（Harry Rathbun）を記念して設けられた研究職に初代特別研究員として迎えられ、4月22日には、「意義ある人生についてのハリーの最後の講義」と題する講演を行った。ラスバンは、学部、そしてロー・スクールにおける彼女のキャリアに大きな影響を与えた人物であった。
2009年3月3日には、ジョン・スチュワート（Jon Stewart）がホストを務める、ザ・デイリー・ショー（The Daily Show）に出演して、新たに立ち上げたウェブサイトを紹介した。このサイトは、多くの若いアメリカ人に自分達の政府の仕事についての知識が不足していると憂えたオコナーが、学生や教師が政治学の初歩を楽しく、またインタラクティブに学べるように立ち上げたものである。

### 死没
2023年12月1日、認知症と呼吸器疾患に関連した合併症のためアリゾナ州にて93歳で死去。

## 受賞・栄典等
- 1985年、ホバート・アンド・ウィリアム・スミス大学（Hobart and William Smith Colleges）からエリザベス・スミス賞を授与される。
- 2002年、西部出身の傑出した女性のパイオニア精神をたたえるカウガールの殿堂（National Cowgirl Hall of Fame）入り[53]。
- 2003年7月4日、国立憲法センターから、自由の追求をした人に与えられるリバティ・メダル（Liberty Medal）を受章。その授賞式で、オコナーは、次のように述べた。「我が国の最も偉大な裁判官のひとりであるラーニド・ハンド（Learned Hand）は、『自由は全ての男女の心の中にある。人の心の中の自由が死んでしまえば、憲法も、法律も、裁判所もこれを救うことはできない。』と言いました。しかし、現在の私達は『自由は（我々の）心の中にある。』という考え方をこえて、自由の憲法による保障の内容と意味を知っている市民のみが真に自由を享受できるのだと考えなければなりません。」と語った[54]。
- 2003年、アメリカ哲学協会よりベンジャミン・フランクリン・メダルを受賞。
- 2004年9月8日、カリフォルニア州レッドウッドシティは、改装されて現在では博物館となっている同市の 歴史的裁判所をオコナーに献呈した[55]。
- 2005年、「義務、名誉、国家」という考え方への貢献に対して、陸軍士官学校から、同校の父と呼ばれるシルヴェイナス・セイヤー賞（Sylvanus Thayer）を記念したシルヴェイナス・セイヤー賞Sylvanus Thayer Awardを受賞。オコナーは、同賞の受賞者としては史上３人目の女性である。
- 2005年10月18日、オコナーは、翌年正月に行われるローズ・パレード（Rose Parade）の総指揮官に選任され、翌2006年1月2日にカリフォルニア州パサディナで行われた第117回ローズ・パレードに参加した。また、1月4日には、第92回ローズボウル（Rose Bowl）の試合開始のコイントス役を務めた。なお、この年のローズ・パレードは激しい雨に見舞われたが、これは1955年以来のことであり、その年の総指揮官はアール・ウォーレン（Earl Warren）連邦最高裁判所長官であった。
- 2006年4月5日、アリゾナ州立大学は、そのロー・スクールをサンドラ・デイ・オコナー・カレッジ・オブ・ローと改称した[56]。
- 2006年5月22日、エール大学の第305回卒業式において、名誉博士号を授与される。
- 2006年9月19日、イーロン大学法科大学院（Elon University School of Law）の開校記念講演を行い、同大学院から名誉法学博士号を授与される。その直前、オコナーはイーロン大学で秋季卒業式での式辞を述べ、法学博士号を授与されている。
- 2008年3月26日、バージニア士官学校（Virginia Military Institute）から、35年卒ハリー・Ｆ・バード・ジュニア公共奉仕賞（Harry F. Byrd Jr. ’35 Public Service Award）を授与される。
- 2008年9月22日、全国公民会議（National Conference on Citizenship）から、長年の公職と市民の政治参加の強化に対する献身に対して2008年フランクリン賞を受賞。
- 2008年10月7日、テキサス州デントンにあるテキサス女子大学に設けられたテキサス女性の殿堂入り。
- 2008年12月12日、慶應義塾大学より名誉博士称号を授与される。
- 2009年4月9日、アメリカ沿岸警備隊士官学校（en:United States Coast Guard Academy）の第15代ヘンドリック特別会員に任命された。歴代の特別会員には、ジミー・カーター、ジェラルド・R・フォード、ジョージ・H・W・ブッシュ、ウォーレン・バーガー、エドマンド・マスキー、ジェームズ・R・シュレシンジャー、フランク・カールッチ、ウィリアム・ペリー、ウィリアム・コーエン、トーゴ・ウェスト、トーマス・リッジ、ジェイムズ・ベイカー等がいる。

## 趣味
オコナーは、熱心なゴルファーである。2000年にはアリゾナ州のパラダイス・バレー・カントリークラブでホールインワンを達成した。